# 朝鮮藝術 (雜誌)
《朝鮮藝術》是朝鮮民主主義人民共和國的藝術類雜誌，由文學藝術出版社發行。雜誌宣傳朝鮮勞動黨的藝術方針，介紹朝鮮的電影、美術、音樂等藝術形式，在扉頁刊登最新歌曲的曲譜。